# Наум Христов (революционер)
Наум Христов (на английски: Naum Christoff) е български революционер, деец на Вътрешната македоно-одринска революционна организация.

## Биография
Роден е в 1886 година в леринското село Света Петка, тогава в Османската империя, днес Агия Параскеви, Гърция. В 1900 година влиза във ВМОРО, заклет от войводата Стоян Донски. Взима участие в Илинденско-Преображенското въстание като четник на войводата Наум Петров – Буфчето и участва в нападението и изгарянето на чифлиците и кулите на Кючюк Саид паша, вследствие на което са изпепелени селата Буф, Раково и Арменско.
Една седмица след разгрома на четата и на въстанието Христов се прибира в Света Петка и веднага тръгва за Америка, където остава две години.
Връща се в Македония, но поради гонения отново е принуден да замине отвъд океана. Членува в МПО „Тодор Александров“, Йънгстаун, Охайо. Живее във Фарел, Пенсилвания.